# کالکونوید

کالکون، ساختار اصلی کالکونویدها را تشکیل می‌دهد.

کالکونویدها(به انگلیسی: Chalconoid) دسته‌ای از فنول‌های طبیعی هستند که در آن‌ها ساختار کالکون به طور مشترک وجود دارد. این ترکیبات در زیست شیمی از اهمیت بالایی برخوردارند و خواصی چون آنتی‌بیوتیکی، ضدالتهابی و ضد قارچ از خود نشان داده و در ضمن در شیمی درمانی نیز کاربرد دارد.